# The Mountaineer's Honor
The Mountaineer's Honor è un cortometraggio muto del 1909 diretto da David W. Griffith che ne firma anche la sceneggiatura insieme a Frank E. Woods.

## Trama
Una giovinetta pura e innocente che vive tra le colline del Kentucky, viene sedotta da un valligiano che viene ospitato dalla sua famiglia. Il fratello della ragazza, quando scopre quello che è successo, insegue l'uomo che se ne sta andando via e gli chiede di ritornare per riparare il torto. Ma al rifiuto del valligiano, il giovane - seguendo la legge d'onore dei montanari - lo uccide. Ben presto, la legge è sulle sue tracce. Catturato, viene condannato detto e fatto all'impiccagione. La madre, per sottrarlo a quella morte disonorevole, riesce a fargli avere una pistola con la quale l'uomo si suicida. La madre accusa la figlia di essere stata la causa di quella tragedia e la scaccia. La povera ragazza viene accolta solo da un umile poeta, da sempre innamorato di lei, che capisce come la vergogna ricade non sulla giovane bensì sul suo seduttore, il vero colpevole di quella drammatica vicenda.

## Produzione
Prodotto dalla Biograph Company, il film fu girato a Cuddebackville, New York.

## Distribuzione
Distribuito dalla Biograph Company, il film - un cortometraggio in una bobina - uscì nelle sale cinematografiche statunitensi il 25 novembre 1909. Nel 2007, il film fu distribuito in DVD dalla Grapevine Video.